# Kenny Ortega

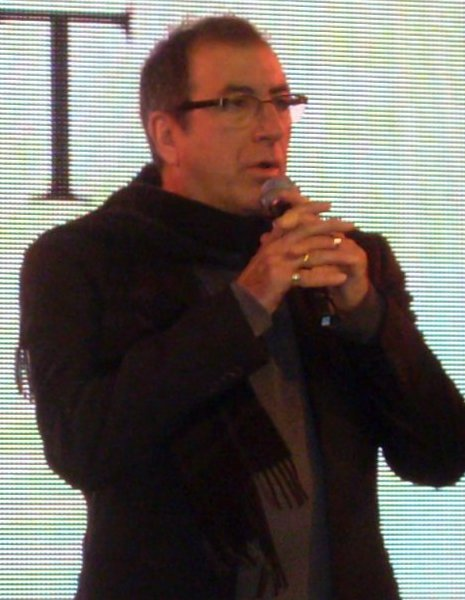
Kenny Ortega (2010)

Kenny Ortega (* 18. April 1950 in Palo Alto, Kalifornien) ist ein US-amerikanischer Choreograf, Fernsehproduzent und Filmregisseur. Bekannt machten ihn seine Choreografien für Pop- und Rockgrößen, etwa Michael Jackson, sowie seine Regiearbeit an Disney-Produktionen wie High School Musical und Descendants.

## Leben und Karriere
Kenny Ortega begann seine Karriere als Darsteller in Musicals. Mitte bis Ende der 1970er Jahre war er für die Bühnenshows der Rockbands The Runaways and The Tubes tätig. Als Choreograf wurde er bei dieser Gelegenheit von der Sängerin Cher entdeckt, die ihn für eine ihrer Fernsehshows engagierte. Zum Film kam er als Assistenz-Choreograf bei dem Filmmusical Xanadu (1980). Bekannt wurde er schließlich als Choreograf von Filmen wie Pretty in Pink (1986) und Dirty Dancing (1987) sowie von mehreren Musikvideos, darunter Material Girl von Madonna.
Eine lange Zusammenarbeit verband Ortega mit Michael Jackson. 1992 brachte Ortega zusammen mit Jackson dessen Dangerous World Tour auf die Bühne. 1997 kam es zu einer weiteren Zusammenarbeit mit Michael Jackson für die „History Tour“. 2009 arbeitete er wieder zusammen mit Michael Jackson an dessen geplanter Tour, die jedoch wegen Michael Jacksons Tod nicht stattfand. Jedoch wurden über 100 Stunden Filmmaterial von den Proben zu Michael Jackson’s This Is It für eine Dokumentation verwendet, deren Regie Ortega übernahm und die am 28. Oktober 2009 für zwei Wochen den Weg in die Kinos weltweit fand. Daneben arbeitete er als Choreograf mit weiteren Musikgrößen wie Cher, Fleetwood Mac, Kiss, Gloria Estefan, Elton John, Rod Stewart, Barbra Streisand und Miley Cyrus.
Für seine Arbeit an der Eröffnungsfeier der Olympischen Winterspiele 2002 in Salt Lake City wurde er jeweils mit einem Emmy für Regie und Choreografie ausgezeichnet. Auch bei der Schlussfeier der Spiele führte er Regie.
Seit den späten 1980er-Jahren betätigt sich Ortega auch als Regisseur bei Film- und Fernsehproduktionen, besonders häufig für Disney – etwa bei Hocus Pocus (1993) mit Bette Midler. Einen weiteren Emmy erhielt er für die Choreografie des Disney-Fernsehfilmes High School Musical (2006), den er auch inszenierte. Der Film wurde zu einem Überraschungserfolg und zog die Fortsetzungen High School Musical 2 und High School Musical 3: Senior Year nach sich, bei denen er ebenfalls Regisseur war. Darüber hinaus führte er unter anderem Regie bei zwölf Episoden der Fernsehserie Gilmore Girls. 2016 inszenierte er mit The Rocky Horror Picture Show: Let’s Do the Time Warp Again eine Neuverfilmung des gleichnamigen Kinofilms von 1975. Erfolgreich war Ortega zwischen 2015 und 2019 als Regisseur und Choreograf der dreiteiligen Filmreihe Descendants – Die Nachkommen, eine Mischung aus Musical- und Fantasyfilm.
Ortega ist offen homosexuell. 2019 wurde er zu einer der Disney Legends von dem Konzern ernannt.

## Filmografie (Auswahl)

### Choreografie
- 1980: Xanadu
- 1986: Pretty in Pink
- 1986: Ferris macht blau (Ferris Bueller’s Day Off)
- 1987: Dirty Dancing
- 1988: The Rumour (Musik-Video)
- 1988: Salsa
- 1992: Newsies – Die Zeitungsjungen (Newsies)
- 2006: High School Musical (Fernsehfilm)
- 2006: High School Musical: The Concert
- 2007: High School Musical 2 (Fernsehfilm)
- 2008: High School Musical 3: Senior Year
- 2008: Hannah Montana & Miley Cyrus: Best of Both Worlds Concert
- 2009: Michael Jackson’s This Is It
- 2015: Descendants – Die Nachkommen (Descendants, Fernsehfilm)

### Regie
- 1988: Dirty Dancing (Fernsehserie, 2 Episoden)
- 1990: Hull High (Fernsehserie, 3 Episoden)
- 1992: Newsies – Die Zeitungsjungen (Newsies)
- 1993: Hocus Pocus
- 1998–1999: Chicago Hope – Endstation Hoffnung (Chicago Hope, Fernsehserie, 2 Episoden)
- 2001–2002: Ally McBeal (Fernsehserie, 3 Episoden)
- 2002–2006: Gilmore Girls (Fernsehserie, 12 Episoden)
- 2006: Cheetah Girls – Auf nach Spanien (The Cheetah Girls 2, Fernsehfilm)
- 2006: High School Musical (Fernsehfilm)
- 2007: High School Musical 2 (Fernsehfilm)
- 2008: High School Musical 3: Senior Year
- 2009: Michael Jackson’s This Is It
- 2015: Descendants – Die Nachkommen (Descendants, Fernsehfilm)
- 2016: The Rocky Horror Picture Show: Let’s Do the Time Warp Again (Fernsehfilm)
- 2017: A Change of Heart
- 2017: Descendants 2 – Die Nachkommen (Descendants 2, Fernsehfilm)
- 2019: Descendants 3 – Die Nachkommen (Descendants 3, Fernsehfilm)
- seit 2020: Julie and the Phantoms (Fernsehserie)